# Равков Андрій Олексійович
Андрій Олексійович Равков (білорус. Андрэй Аляксеевіч Раўкоў; народився 25 червня 1967, с. Ревяки, Бешенковицький район, Вітебська область, Білоруська РСР, СРСР) — білоруський військовий і державний діяч, дипломат, генерал-лейтенант (2015), надзвичайний і повноважний посол Республіки Білорусь у Республіці Азербайджан. Включений до санкційного списку Європейського Союзу та інших країн через придушення протестів в Білорусі.

## Біографія
Народився в селянській родині.
У 1984 році закінчив Мінське суворовське військове училище, а в 1988 році — Московське вище загальновійськове командне училище. У Збройних силах СРСР командував батальйоном.
З 1992 року — у лавах Збройних сил Білорусі. Служив начальником штабу і командиром бази зберігання військового майна. У 1999 році закінчив командно-штабний факультет Військової академії Республіки Білорусь, у 2005 році закінчив Військову академію Генерального штабу Російської Федерації.
У 2005—2006 роках — командир 103-ї окремої гвардійської повітрянодесантної бригади. У 2006 – 2012 роках — спершу начальник оперативного відділу штабу Західного оперативного командування, а потім начальник штабу Північно-Західного оперативного командування.
З 16 листопада 2012 по 27 листопада 2014 року — командувач Північно-Західного оперативно командування.
З 27 листопада 2014 по 20 січня 2020 року — міністр оборони Республіки Білорусь. Із 20 січня по 3 вересня 2020 року — державний секретар Ради безпеки Республіки Білорусь. Із 31 серпня 2020 року Равкову заборонений в'їзд на територію Литви, Латвії та Естонії. За активну участь у організації придушення протестів у Білорусі 6 листопада 2020 року Равков був внесений у санкційний список ЄС. Також він у листопаді-грудні 2020 року потрапив під санкції Великобританії, Канади та Швейцарії
Із 19 листопада 2020 року — посол Білорусі в Азербайджані.

## Військові звання
- Полковник (2004)
- Генерал-майор (2011)
- Генерал-лейтенант (2015)

## Нагороди
- Орден «За службу Батьківщині» III ступеня (Білорусь)
- Медаль «За бездоганну службу» I ступеня (Білорусь)
- Медаль «За бездоганну службу» II ступеня (Білорусь)
- Ювілейна медаль «60 років Перемоги у Великій вітчизняній війні 1941-1945 рр.» (Білорусь)
- Медаль «70 років Збройних Сил СРСР» (СРСР)